# Оповіді Неверйону
«Оповіді Неверйону» (англ. Tales of Nevèrÿon) — збірка пов'язаних фентезійних творів американського письменника Семюела Ділейні, вперше надрукована 1978 року. Перша книга із чотиритомної серії «Повернення до Неверйону» й містить оповідання «Оповіді Горгіка», «Оповіді Старого Венна», «Оповіді Малого Сарга», «Оповіді гончарів і драконів» та «Оповіді драконів і мрійників».

## Зміст збірки
Наступний зміст взято з останнього видання Wesleyan University Press:
- «Повернення... передмова К. Леслі Штайнера»
- «Оповіді Горгіка»
- «Оповіді Старого Венна»
- «Оповіді Малого Сарга»
- «Оповіді гончарів і драконів»
- «Оповіді драконів і мрійників»
- «Додаток: деякі неофіційні зауваження щодо модульного числення, частина третя, С. Л. Керміт»

Третя версія видання «Оповідей Неверйону» від Wesleyan University Press наразі є найточнішим і виправляє деякі помилки з попередніх видань, які могли спантеличити деяких особливо уважних читачів серії Ділейні.

## «Оповіді Горгіка»
У молодості Горгік був одним із «коричневих, поважних» людей Колгарі, головного порту Неверйону. Коли йому виповнюється шістнадцять років, через раптове захоплення влади Горгіка затримують і забирають у рабство на обсидіанову шахту, де не всі раби є блондинами та блакитноокими варварами. Але темношкірі загалом живуть краще, ніж ті, хто такими не є. Невдовзі Горгік стає шахтарським майстром. Коли йому виповнюється двадцять один рік, Ґоргіка купує Візерин Мірґот як коханця, і його забирають жити в замок Дитини Імператриці Інелго у Колхарі, де він вперше відчуває переваги (і недоліки) життя серед королівських осіб. Врешті-решт Візерін звільняє його та забезпечує йому службу в армії. Згодом, Горгік опиняється поза законом та деякий час навіть працюючи охоронцем у рабському загоні. Але побачивши настільки огидні речі в рабстві, що повертається до статусу поза законом, намагаючись звільнити всіх рабів Неверйону, незалежно від їхнього кольору шкіри. З цією метою він використовує деякі дружні стосунки, які завів, живучи при дворі.

## Головні теми та критика
Грег Костікян написав рецензію на «Оповіді Неверйону» у журналі Ares №1. Костікян зазначив, що «У Оповіді Неверйону [Ділейні] показує не тільки те, що він не повністю піддався сучасній схильності до безглуздих претензій, але й те, що він все ще здатний написати вибухову історію».
Бернард В. Белл зазначає, що «Оповіді Неверйону» тематично пов’язані з «зміною традиційних ієрархічних, опозиційних відносин». Ларрі Маккаффері стверджує, що Делейні «ретельно розширює, поглиблює, ставить під сумнів і підриває передумови жанру [меча та чаклунства]».

## Нагороди
У 1980 році «Оповіді Неверйону» була номінована на премію «Локус», а також стала фіналістом Національної книжкової премії з наукової фантастики.